# Gouden-Handstraat
De Gouden-Handstraat is een straat in Brugge.

## Beschrijving
Vanaf het einde van de 13de eeuw kwam rond de Sint-Gilliskerk een nieuwe wijk tot stand. De eerste omwalling van de stad had daar een bredere rei voor de scheepvaart bruikbaar gemaakt, de Gouden-Handrei, en parallel daarmee werd een weg aangelegd waarlangs huizen en stapelplaatsen werden gebouwd.
Rond 1300 vindt men een eerste vermelding: in novo vico bachten Torre of in de nieuwe straat achter Torre. Torre was het huis van Jan van den Torre aan de Torenbrug.
Een eeuw later was het Sint-Gillis Nieustrate geworden. Die naam bleef in gebruik tot rond 1700. In de straat stond een huis dat de naam De Gouden Hand had gekregen en dat stilaan ook dienstdeed als naam voor de straat en voor de achter liggende rei. Tot de bewoners van de Sint-Gillisnieustrate behoorde onder andere de humanist Marcus Laurinus, die er Juan Luis Vives, Erasmus en Thomas More ontving. In de Gouden-Handstraat had baron Karel-Aeneas de Croeser zijn aanzienlijke winterwoning. Het is waarschijnlijk dat hij er, naast andere kostbaarheden, het Gruuthuse-handschrift bewaarde.

## Bekende bewoners
- Karel-Aeneas de Croeser
- Charles Devaux
- Dirk Devos, conservator van de Brugse Musea
- Jan van Eyck, op de locatie van het huisnummer 6 van de Gouden-Handstraat. De huidige woning is in 1855 opgetrokken en ontworpen door architect Isidoor Alleweireldt (1824-1894). Van Eycks woning werd dus niet bewaard, het achterhuis aan de Reie gaat wel terug op de oude constructie.[1][2]
- Jan Moritoen
- Joseph-Edouard Schramme, hoofdarts St.Janshospitaal
- John Sutton
- Marc Vanhoonacker
- War van Overstraeten

## Galerij

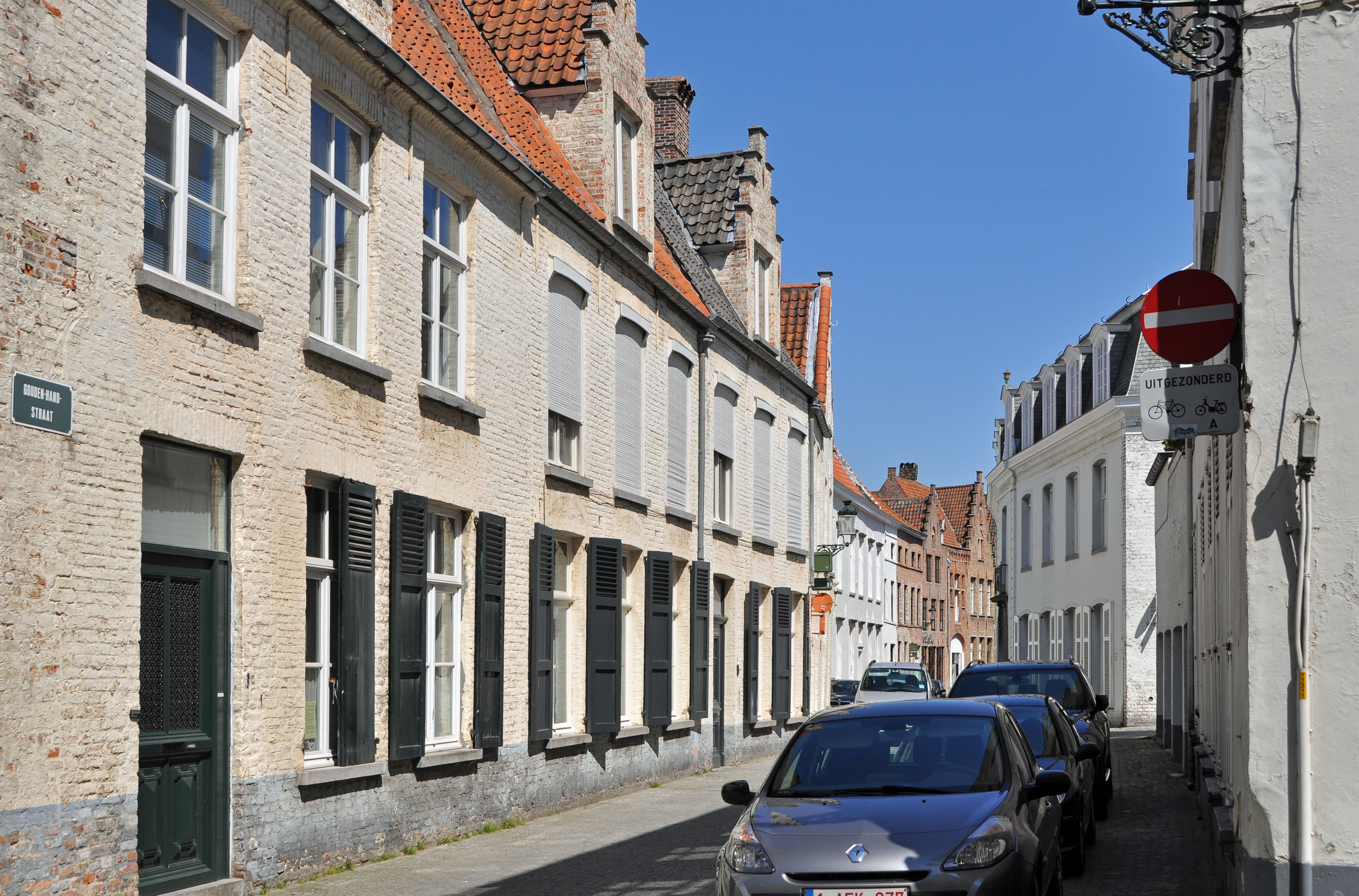
De Gouden-Handstraat, gezien vanuit het Oost-Gistelhof